# La Dafne
La Dafne es una ópera en dos actos con música de Marco da Gagliano y libreto en italiano de Ottavio Rinuccini.
La Dafne es una ópera compuesta por Marco da Gagliano con texto de Ottavio Rinuccini, ya musicado por Jacopo Peri y revisado para la ocasión. Se representó por vez primera en Mantua en enero de 1608, con intérpretes célebres, como la jovencísima Caterina Martinelli y Francesco Rasi, y luego se repuso sucesivamente también en Florencia. Gagliano se atiene al modo del recitar cantando adoptado también por Jacopo Peri, el cual en una carta a Fernando Gonzaga, alabó la ópera, y también hizo un prefacio en las primeras páginas de la composición, subrayando los conceptos fundamentales de la complejidad del texto, en el uso correcto de los ornamentos, del equilibrio entre las voces y los instrumentos, de una armónica construcción del espectáculo, al cual debieron contribuir en partes iguales la medida musical, el texto poético, el gesto y la escenografía. En la Dafne se alternan al recitativo numerosas intervenciones del coro. La octava "Chi da'lacci d'amor viene disciolto" y el aria final de Apolo "Non curi la mia pianta o fiamma o gelo" son en estilo florido y exigen "la exquisitez del canto".
Es una ópera muy poco representada en la actualidad. En las estadísticas de Operabase aparece con sólo 2 representaciones en el período 2005-2010.